# Neuer Welt-Bott
Il Neuer Welt-Bott (lett. "Messaggero del Nuovo Mondo") è una raccolta, in 40 volumi, di lettere inviate in Europa da missionari gesuiti in varie parti del mondo. L'opera fu pubblicata a Augsburg e a Graz tra il 1728 e il 1758.

## Storia
Padre Joseph Stöcklein (1676–1733), sacerdote e storico gesuita, è il più noto editore della raccolta. Il Neuer Welt-Bott contiene una raccolta di lettere di gesuiti missionari in vari paesi europei ed extraeuropei, tra cui l'impero ottomano, le Indie orientali e il Nord e il Sud America. Simile alle Lettres édifiantes et curieuses, utilizzate da Stöcklein per la redazione dell'opera, il Neuer Welt-Bott conteneva resoconti di diversa natura come il terremoto di Pechino del 1730, lettere scritte da missionari inviati nelle colonie francesi in Louisiana nel Nord America, la storia del drusi e dei maroniti, ma anche rapporti delle missioni dei gesuiti in Paraguay.